# Dioklecijanov akvedukt
Dioklecijanov akvedukt je arheološki lokalitet u današnjem predgrađu Splita, Solinu. Dioklecijanov akvadukt je najbolje očuvani objekt te vrste na tlu Hrvatske. Pod oznakom Z-6026 zaveden je kao nepokretno kulturno dobro - pojedinačno/arheologija, pravna statusa zaštićena kulturnog dobra, klasificirano kao "arheološka baština/kopnena arheološka zona/nalazište".

## Povijest
Ovaj rimski akvedukt građen je istovremeno kad i Dioklecijanova palača (kraj III. - početak IV. st.), njegova namjena bila je dovođenje većih količina pitke vode s izvora rijeke Jadro do Dioklecijanove palače, i najvjerojatnije okolnih naselja. Od izvora rijeke Jadro do Palače akvadukt je dug oko 9 km, a visinska razlika krajnjih točaka iznosi 33 metra, to daje prosječni nagib kanala kojima je dovođena voda od 0,37%. Prosječan presjek kanala bio je 0,75 x 1,60 m, ali je varirao.
Dioklecijanov akvadukt je prestao raditi već sredinom VI st., kada je i oštećen za provale Gota, nakon toga nije radio punih 13 stoljeća. Obnovljen je za Austro-Ugarske (1877. – 1880. godine, za upravljanja Bajamontija). Uglavnom je zadržana izvorna trasa rimskog akvedukta i porušeni dijelovi su nanovo izgrađeni, ali se zbog štednje nije išlo na potpunu rekonstrukciju. U nadzemnim dijelovima akvadukt je pojednostavljen, smanjen je broj lukova (nosača), a na onim dijelovima akvadukta gdje je kanal išao po površini zemlje ili je ukopavan, antički zidani svod mijenjan je jednostavnijim ravnim kamenim pločama.
Od 1932. godine kada je proradila crpna stanica Kopilica, akvadukt više ne radi, jer su tad položene nove cijevi za dovod vode u grad Split, a starim akvaduktom je tekao samo višak vode. 1948. nakon epidemije tifusa, zabranjena je upotreba vode iz akvadukta za piće. Od 1979. akvadukt je potpuno prekinut (nizvodno od križanja današnjih ulica Domovinskog rata i Puta Stinica)
- Najimpresivniji i naljepši dio Dioklecijanovog akvadukta onaj nadzemni kod Dujmovače dug je 180 m, i visok 16,5 m. Trenutno se restaurira.

Dioklecijanov vodovod gravitacijski je kanal, dug 9 kilometara, koji se proteže od izvora rijeke Jadro u Solinu do Dioklecijanove palače u Splitu. Građen je istovremeno s Palačom ili ubrzo nakon nje, krajem 3. i početkom 4. stoljeća, te je jedan od najreprezentativnijih i najbolje sačuvanih kasnoantičkih vodovoda. Koristio je slobodan pad s 33 m visokog izvora rijeke Jadro, te kroz usjeke, tunele, nadzemno preko lukova ili ukopavanjem gravitacijskog kanala u prirodnu stijenu donosio vodu za potrebe Palače. Profil dovodnog kanala iznosi u prosjeku 0,70 x 1, 60 m, ovisno o području kojim je bio trasiran, a nagib kanala varira od 0, 78% do 0, 65% u prednjem dijelu proticanja, do lukova na predjelu Karabaši i Bilice, zatim iznosi 2,38 % na Mostinama, 2,25% u tunelu na Ravnim njivama, 0,9% i 0,88 je nagib u Kopilici do završnih 1,18% kojim dolazi do vodospremišta u gradu. Dioklecijanov vodovod je davao 13 m3 vode na sekundu što znači 1,100 000 m3 na dan, što je bilo i više nego dovoljno za potrebe stanovnika Palače, te je po kapacitetu bio najsnažniji na području rimske provincije Dalmacije.Temeljita obnova rimskog vodovoda te vraćanje u funkciju provedena je 1878-1879, za austrijske vladavine u Dalmaciji.

## Vanjske poveznice
- Dal-koning d.o.o.: Konzervatorski elaborat zaštite i obnove Dioklecijanovog akvedukta na lokaciji Brodarica-istok
- Vjesnik, Joko Svalina: Dioklecijanovim akveduktom voda u rujnu[neaktivna poveznica]
- Vjesnik, Mira Jurković: Hrvatski kandidati za Unescovu listu svjetske baštine: Dioklecijanov akvedukt i starogradski ager  Arhivirana inačica izvorne stranice od 26. kolovoza 2005. (Wayback Machine)